# Tal Nitzán
Tal Nitzán (en hebreo: טל ניצן) es una poetisa, escritora, editora y traductora Israelí. 

## Biografía
Tal Nitzán nació en Jaffa y ha residido en Bogotá, Buenos Aires, y Nueva York. Hoy reside en Tel Aviv. Es licenciada en estudios Hispano-Americanos e Historia del arte, y posee un máster en literatura, de la Universidad Hebrea de Jerusalén.